# Suzuka Morita
Suzuka Morita (森田 涼花 Morita Suzuka?) (Yamashina-ku, Kyoto, 7 de setiembre de 1992) es una actriz y actriz de voz japonesa. Suzuka era miembro de la séptima generación del Hop Club y miembro de la segunda generación, número 11, de Idoling!!!. Es conocida por su rol de Kotoha Hanaori/Shinken Yellow en la serie Super Sentai Samurai Sentai Shinkenger.

## Filmografía

### Serie de Televisión
- Samurai Sentai Shinkenger: Kotoha Hanaori/Shinken Yellow (2009–2010)
- Kamen Rider Decade: Kotoha Hanaori/Shinken Yellow (2 episodios, TV Asahi, 2009)
- Strangers 6 (WOWOW [2011], Fuji TV [2012], MBC [2012])[3]
- RUN60 (2 episodios, Tokyo MX, 2012)
- Tokumei Sentai Go-Busters: Shelly (2 episodios, TV Asahi, 2012)
- Story of Ishizaka Line: Kashiwazaki Wakako (rol principal, NHK, 2012)
- Iron Grandma: Aoshima Nana (invitada en el episodio 3, NHK-BS, 2015)
- Kyoto gastronomic taxi murder recipe: Azusa Segawa (EX, 2015)
- Matsumoto Seijo Mystery: (invitada en el episodio, BS Japan, 2015)
- Ten Dark Women: Natsumi (YTV, 2016)
- Retake: Tachibana Marie (invitada en el episodio 3, THK, 2016)
- Death Note: New Generation: (invitada en el episodio 2, Hulu Japan, 2016)
- Megadan ~ wearable Megane-kun: (GYAO, 2017)
- Secret × Warrior Phantomirage!: (invitada en el episodio 4, TV Tokyo, 2019)

### Película
- Samurai Sentai Shinkenger The Movie: The Fateful War: Kotoha Hanaori/Shinken Yellow (2009)
- Samurai Sentai Shinkenger vs. Go-onger: GinmakuBang!!: Kotoha Hanaori/Shinken Yellow (2010)
- Mutant Girls Squad: Yoshie (2010)
- Come Back! Samurai Sentai Shinkenger: Kotoha Hanaori/Shinken Yellow (2010)
- Tensou Sentai Goseiger vs. Shinkenger: Epic on Ginmaku: Kotoha Hanaori/Shinken Yellow (2011)
- Mahō Shōjo o Wasurenai: Chika (2011)[4]
- Hankyū Densha (2011)
- Space Sheriff Gavan: The Movie: Shelly (2012)
- The British Rule Attack: Queen Luka (2012)
- Anata no Shiranai Kowai Hanashi Gekijoban (2012)[5]
- Ima, Yari ni Yukimasu: Nao (2012)[6]
- Keitai Kareshi + (Mobile Boyfriend +) (2012)[7]
- Kamen Rider × Super Sentai × Space Sheriff: Super Hero Taisen Z: Shelly, Kotoha Hanaori/Shinken Yellow (2013)
- Saitama Kazoku (2013)[8]
- Live (2014)[9]
- Kagekiha Opera (Extreme Opera): Takemi Kudo (2016)[10]
- Junpei, Think Again (2018)
- Kishiryu Sentai Ryusoulger The Movie: Time Slip! Dinosaur Panic!!: Guía de museo (2019)

## Trabajos

### Álbumes de fotos
- Happy desuu!! (Saibunkan Publishing, diciembre 2007)
- Hannari Suzuka (Wani Books, octubre 2009)
- Su-chan no Lovely Life (julio 2010)
- Natural 18 (Gakken Publishing, diciembre 2010)